# Dirty Little Rabbits
Dirty Little Rabbits er et amerikansk alternativt rockband dannet i Des Moines, Iowa.

## Diskografi
- Breeding (EP, 2007)
- Simon (EP, 2009)
- Dirty Little Rabbits (2010)

| Musikgruppe | Spire Denne artikel om en amerikansk musikgruppe er en spire som bør udbygges. Du er velkommen til at hjælpe Wikipedia ved at udvide den. |